# Italochrysa italica
Italochrysa italica là một loài côn trùng trong họ Chrysopidae thuộc bộ Neuroptera. Loài này được Rossi miêu tả năm 1790.

## Hình ảnh

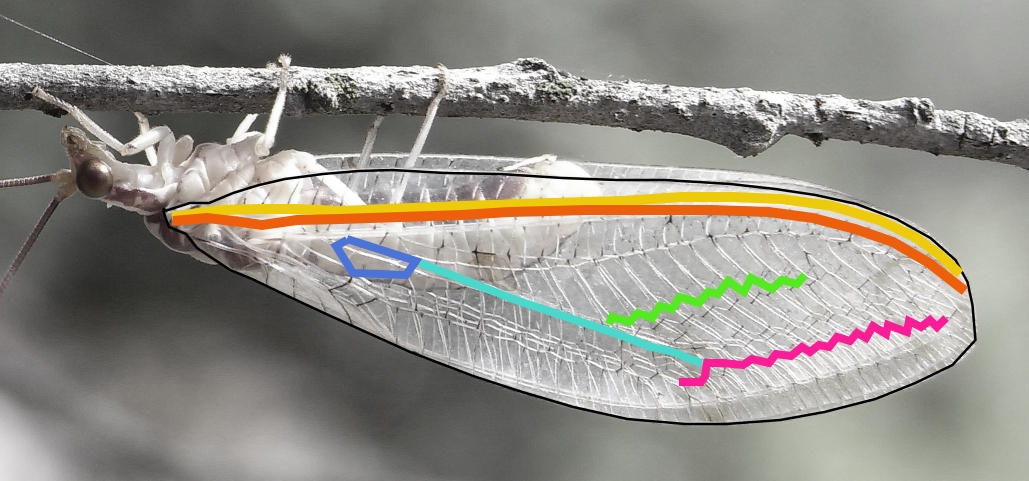
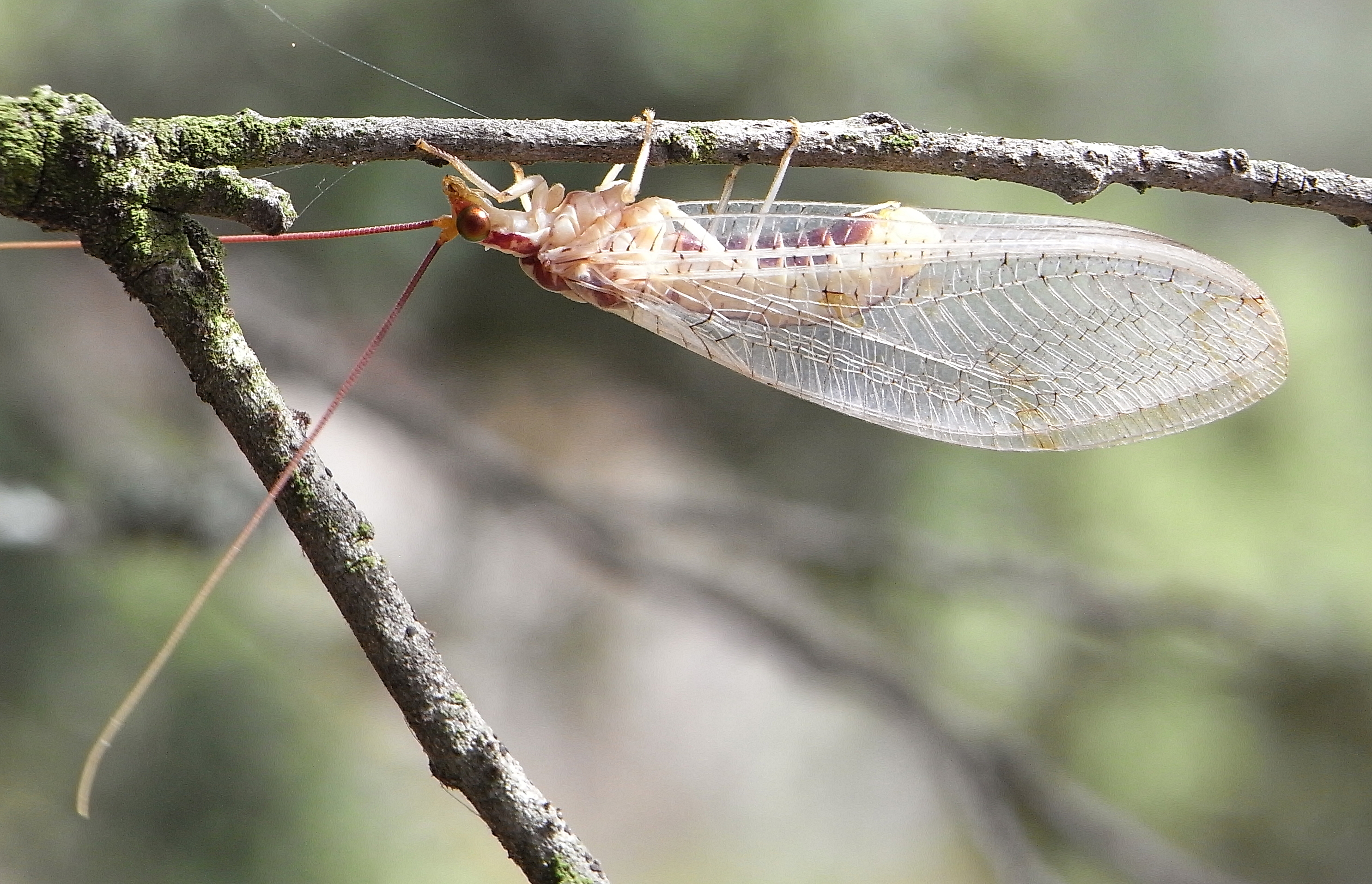